# Sukamantri (Tanjungkerta)
Sukamantri is een bestuurslaag in het regentschap Sumedang van de provincie West-Java, Indonesië. Sukamantri telt 4469 inwoners (volkstelling 2010).